# 박명실 초가
박명실 초가(朴明實 草家)는 경상북도 안동시, 안동민속박물관에 있다. 2013년 4월 9일 안동시의 문화유산 제84호로 지정되었다. 건축 연대는 18세기 경으로 추정되며, 본채 사랑채 헛간이 일자형으로 배치되어 있다.